# Hannu Manninen

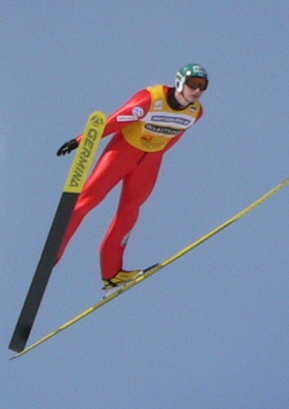
Hannu Manninen

Hannu Manninen (Rovaniemi, 17 april 1978) is een Fins noordse combinatieskiër. Hij won tussen 2004 en 2007 vier keer de individuele wereldbeker en is met grote afstand recordhouder wat het aantal wedstrijdzeges betreft. In 2007 werd hij voor de eerste keer wereldkampioen op de Sprint.
Manninen is de broer van langlaufster Pirjo Manninen en Kari Manninen die ook uitkomt in de noordse combinatie. Hij wordt getraind door zijn vader Jorma Manninen en maakt deel uit van het Finse A-team onder leiding van Jouko Karjalainen.

## Carrière
Manninen, die zijn zeges meestal de danken heeft aan ijzersterke prestaties tijdens het langlaufen, maakte zijn debuut tijdens de Wereldbeker van Oberwiesenthal in 1993. Een jaar later, op vijftienjarige leeftijd, kwam hij voor het eerst uit op de Olympische Winterspelen in Lillehammer en daarmee is hij nog steeds de jongste Fin ooit die zijn land vertegenwoordigde op de Spelen. Hij werd 38ste.
Ondanks grote successen in de Wereldbeker slaagde Manninen er maar niet in die prestaties te evenaren op de Wereldkampioenschappen of de Olympische Spelen, telkens kon hij enkel in de teamwedstrijden medailles veroveren. Maar in 2007 wist hij eindelijk die tendens te doorbreken en pakte hij bij de Wereldkampioenschappen in Sapporo zijn eerste Wereldtitel op het onderdeel Sprint.
In mei 2008 maakte hij onverwacht bekend te stoppen met topsport. Manninen gaf twee belangrijke redenen op voor zijn afscheid: enerzijds de geboorte van zijn zoon Niila, anderzijds het feit dat hij toegelaten werd tot de Finnish Aviation Acadamy, waar hij een opleiding tot piloot zou beginnen.
Aan het begin van het Olympische seizoen 2009-2010 maakte Manninen echter toch zijn rentree in het wereldbekercircuit. Dit deed hij met het oog op de Olympische Spelen van 2010 in Vancouver.
1988: Müller, Pohl, Schwarz ·
1992: Mikata, Kono, Ogiwara ·
1994: Kono, Abe, Ogiwara ·
1998: Vik, Skard, Braaten, Lundberg ·
2002: Lajunen, Mantila, Tallus, Manninen ·
2006: Gruber, Bieler, Gottwald, Stecher ·
2010: Gruber, Kreiner, Gottwald, Stecher ·
2014: Gråbak, Klemetsen, Krog, Moan ·
2018: Geiger, Rießle, Frenzel, Rydzek ·
2022: Bjørnstad, Andersen, Oftebro, Gråbak